# Enrique Pineda Barnet
Enrique Pineda Barnet (l'Havana, 28 d'octubre de 1933 – 12 de gener de 2021) fou un director de cinema, guionista, periodista i actor cubà.
Va ser fundador de Teatro Estudio, acadèmia on es van iniciar gran quantitat d'actors del país i de la Unión Nacional de Escritores y Artistas de Cuba (UNEAC). Va impartir cursos, màsters i tallers en més de 40 països i participant com a jurat o ponent en diversos esdeveniments cinematogràfics. Va ser distingit amb el Premi Nacional de Literatura Hernández Catá i el Premi Festival de la Cançó Cubana. Va ser reconegut amb el Premi Nacional de Cinema l'any 2006.
Entre les seves obres més destaques es poden esmentar, el seu film de ballet Giselle, estrenada en 1963, i La bella del Alhambra, estrenada en 1989, pel·lícula que va convocar a més de dos milions d'espectadors a les sales de cinema a Cuba. Aquest últim llargmetratge va ser reconegut amb diferents distincions, com el Premio Goya a la Millor pel·lícula estrangera de parla hispana en 1989, seleccionada com a aspirant al Óscar a la millor pel·lícula de parla no anglesa i el Premi Mà de Bronze en el Festival Llatí de Nova York.
Enrique Pineda Barnet també va estar acreditat amb realitzar el primer curt experimental cubà, Cosmorama (1964), ara part de la col·lecció permanent en el Museu Nacional Centre d'Art Reina Sofia a Madrid.
En 2010, va ser honrat per la seva trajectòria de més de quaranta anys en l'Havana Film Festival de Nova York.

## Filmografia
Entre les seves participacions en diverses pel·lícules trobem:
- Giselle (1963) – Ficció, 90 minuts - Guió i Direcció
- Soy Cuba (1963) – Ficció, 110 minuts - Coguionista
- Crónica Cubana (1964) – Ficció - Coguionista
- Cosmorama (1964) - Curt experimental - Direcció
- Aire Frío (1965) – Ficció, 20 minuts
- La Gran Piedra (1965) – Documental, 9 minuts
- David (1967) – Ficció – Guió i Direcció
- Che (1968) – Documental
- Guillén (1969) – Documental, 10 minuts
- Rodeo (1972) – Documental, 21 minuts
- Mella (1975) – Ficció, 110 minuts - Guió i Direcció
- Versos sencillos (1975) – Documental, 17 minuts - Guió i Direcció
- Rostros del Báltico (1977) – Documental, 10 minuts
- La sexta parte del mundo (1977) – Documental
- Aquella larga noche (1979) – Ficció, 110 minuts - Coguionista i Direcció
- Tiempo de amar (1981) – Ficció, 90 minuts - Coguionista i Direcció
- Ensayo romántico (1985) – Documental, 30 minuts - Guió i Direcció
- La bella del Alhambra (1989) – Ficció, 108 minuts - Coguionista i Direcció
- Angelito mío (1998) – Ficció, 110 minuts - Guió i Direcció
- Los tres juanes (2000) – Ficció, 13 minuts - Guió i Direcció
- La Anunciación (2009) – Ficció
- Verde verde(2012)- Ficció- Guió i Direcció